# Dendropsophus oliveirai
Espèce
Synonymes
- Hyla oliveirai Bokermann, 1963

Statut de conservation UICN

 LC  : Préoccupation mineure
Dendropsophus oliveirai est une espèce d'amphibiens de la famille des Hylidae.

## Répartition
Cette espèce est endémique de l'État de Bahia au Brésil.

## Étymologie
Cette espèce est nommée en l'honneur de F. M. Oliveira, le collecteur avec Bokermannde l'holotype.

## Publication originale
- Bokermann, 1963 : Nova espécie de Hyla da Bahia, Brasil (Amphibia, Salientia). Atas da Sociedade de Biologia do Rio de Janeiro, vol. 7, no 1, p. 6-8.